# Genoa Open Challenger 2019
Il Genoa Open Challenger 2019 è stato un torneo di tennis facente parte della categoria ATP Challenger Tour nell'ambito dell'ATP Challenger Tour 2019. Si è giocato a Genova in Italia dal 2 al 8 settembre 2019 su campi in terra rossa e aveva un montepremi di €127,000+H.

## Partecipanti singolare

### Teste di serie
| Nazionalità | Giocatore                   | Ranking* | Testa di serie |
| ----------- | --------------------------- | -------- | -------------- |
| Italia      | Lorenzo Sonego              | 49       | 1              |
| Spagna      | Albert Ramos Viñolas        | 51       | 2              |
| Italia      | Marco Cecchinato            | 66       | 3              |
| Germania    | Philipp Kohlschreiber       | 71       | 4              |
| Spagna      | Roberto Carballés Baena     | 76       | 5              |
| Italia      | Stefano Travaglia           | 81       | 6              |
| Spagna      | Jaume Munar                 | 97       | 7              |
| Brasile     | Thiago Monteiro             | 101      | 8              |
| Italia      | Salvatore Caruso            | 102      | 9              |
| Argentina   | Guido Andreozzi             | 106      | 10             |
| Spagna      | Alejandro Davidovich Fokina | 126      | 11             |
| Italia      | Lorenzo Giustino            | 128      | 12             |
| Ungheria    | Attila Balázs               | 130      | 13             |
| Giappone    | Tarō Daniel                 | 136      | 14             |
| Belgio      | Kimmer Coppejans            | 138      | 15             |
| Rep. Ceca   | Jiří Veselý                 | 140      | 16             |

- Ranking al 26 agosto 2019.

### Altri partecipanti
Giocatori che hanno ricevuto una wild card:
- Philipp Kohlschreiber
- Lorenzo Musetti
- Andrea Pellegrino
- Lorenzo Sonego
- Giulio Zeppieri

Giocatori che sono passati dalle qualificazioni:
- Alex Molčan
- Andrea Vavassori

## Vincitori

### Singolare
Lorenzo Sonego ha battuto in finale  Alejandro Davidovich Fokina con il punteggio di 6–2, 4–6, 7–6(6).

### Doppio
Ariel Behar /  Gonzalo Escobar hanno battuto in finale  Guido Andreozzi /  Andrés Molteni con il punteggio di 3–6, 6–4, [10–3].